# HD 43285
HD 43285，又名BD+06 1172，SAO 113650、HR 2231，是一颗恒星，视星等为6.07，位于銀經203.42，銀緯-5.13，其B1900.0坐标为赤經6h 10m 18.6s，赤緯+6° -5.13′ 53″。